# موتجیانا
موتجیانا (به ایتالیایی: Motteggiana) یک کومونه در ایتالیا است که در استان منتووا واقع شده‌است.

## خصوصیات
موتجیانا ۲۴٫۶ کیلومترمربع مساحت و ۲٬۶۲۹ نفر جمعیت دارد.